# Dino Rapondi
 (octobre 2013).
Si vous disposez d'ouvrages ou d'articles de référence ou si vous connaissez des sites web de qualité traitant du thème abordé ici, merci de compléter l'article en donnant les références utiles à sa vérifiabilité et en les liant à la section « Notes et références ».
Dino Rapondi, né à Lucques vers 1350 et mort à Bruges le 1er février 1416, était l'un des principaux banquiers et marchands du XIVe siècle.
Il choisit, comme c’était souvent le cas, de franciser son nom en Dyne Raponde et signe de ce nom à Paris en 1374. On l’appelait également Digne Responde, marchand de Lucques.[réf. nécessaire]

## Biographie
Dino Rapondi était le fils de Guido Rapondi, d’une très ancienne famille lucquoise dont la trace remonte à 1207 avec la mention d’Andreotto di Rapondo présent à San Martino. Ils furent « signori della Torre » et apparaissent sur le ban de 1308 parmi les familles exilées de la ville.
Arrivé jeune en France, il pratiqua le commerce général à travers ses comptoirs de Paris installés rue de la Vieille Monnaie, Bruges, Anvers, Avignon, Venise et Montpellier.
La succursale de Montpellier était la base de son commerce maritime avec ses correspondants d’Italie et du Levant.
Il fut non seulement le principal fournisseur des cours de France et de Bourgogne en drap d’or et de soie, de fourrures de joyaux, des matières précieuses comme l’ambre et l’ivoire et curiosités. La compagnie Rapondi-Cenami avait aussi des contacts à Avignon auprès de la cour pontificale où Clément VI leur commanda de luxueuses tapisseries pour la chapelle du château.
Il faisait aussi le commerce des métaux précieux, le change et la banque et devint le principal banquier de ces deux cours.
Dès 1369, il prêta de l’argent à Philippe II de Bourgogne lorsqu’il épousa Marguerite III de Flandre.
En 1389 il accompagna  Charles VI lors de son voyage dans le sud de la France et fit exécuter à Avignon où le roi était malade un ex-voto qui fut placé sur la tombe du bienheureux Pierre de Luxembourg pour obtenir la guérison du roi.
Les membres de la famille achetèrent la bourgeoisie de Paris en 1383. Sa fortune était bien supérieure à celle de tout autre marchand italien.
En 1396, Dino, prête à Philippe le Hardi 200 000 florins exigés par le sultan Bayezid Ier pour la libération de son fils Jean sans Peur fait prisonnier quand les croisés furent défaits à la bataille de Nicopolis grâce à ses correspondants génois.
Quand Philippe le Hardi succomba le 27 avril 1404 à une fièvre violente, dans son château de Hal en Hainaut, Dino fut chargé du transport funèbre de Halle jusqu’à la chartreuse de Champmol à Dijon où il fut enterré. Tout le long du parcours les églises étaient ornées de drap de Lucques noir, brodé d’or.
Jean sans Peur, qui succéda à son père, le considérait aussi comme un ami.
En 1405, Amédée VIII de Savoie donne ordre à Pierre Andrenet, son châtelain de Beugei et Pont de Vele de payer la somme de 1 400 francs d’or à Dine Raponde marchand de Paris, qu’il acquitte le 6 juillet 1405. 
Parmi les organisateurs de l’assassinat Louis Ier d'Orléans, le 23 novembre 1407,  aurait figuré Dino, ce qui aurait favorisé la lente décadence de la fortune des Rapondi.
Le testament de Dino fait à Paris le 24 février 1412 figure dans les archives du Parlement de Paris et il laissa d’importantes sommes d’argent à une douzaine d’églises de cette ville. Il mourut à Bruges et fut inhumé en la Cathédrale Saint-Donnat dans la chapelle des Trois Rois Mages possédée par  sa famille dont la verrière était orné de ses armes. Sa tombe en marbre noir  portait une épitaphe qui rappelait ses dignités: Sapiens et prudens vir Dynas de Rapondis, mercator, oriundus de Luca, illustrium Philippi et Joannis Burgundiae ducum et Flandriae comitum consiliarius et magister hospitii. Dans la sépulture des ducs de Bourgogne se trouvait jusqu’en 1725 une statue d’un homme agenouillé représentant Dino Rapondi.

## Ses frères
- Filippo (mort vers 1431 Bruges) son frère fut aussi un banquier important. À la mort de Dino, il devint le conseiller de Jean sans Peur de qui il obtint l’établissement d’une taxe spéciale sur les étoffes qu’il céda à ses deux filles Catarina épouse de Michele Burlamacchi et Luisa épouse de Lorenzo fils de Matteo Trenta. Il fut également chargé de recouvrer les impôts en Flandres pour rétablir les finances du duché ce qu’il fit avec d’autant plus de zèle qu’il perçut une commission de 38 %.
- Jacopo (1350-1432), son autre frère, fut également un riche marchand de produits de luxe (bijoux, fourrures, et soie de Lucques) mais aussi un expert en manuscrits qu’il collectionna et notamment il fut le commanditaire du fameux La légende du Saint Voult réalisé en France vers 1410-1415 par des artistes flamands, et aujourd’hui à la Bibliothèque Vaticane qui comprend une miniature où figurent les commanditaires, probablement Dine et Jacques Raponde en prière devant le Saint Voult ainsi que les armes des Rapondi.

Il fournit également de nombreux manuscrits et œuvres d'art à la cour de Bourgogne d’abord à Philippe le Hardi  puis à son fils, Jean sans Peur, ainsi qu’à Jean Ier de Berry grand collectionneur, frère de Charles V à qui il fournit pierres précieuses et pièces d'orfèvrerie.
En 1399, il vend au duc pour 500 écus une Légende dorée et livre aussi un Tite-Live. En 1403, le duc lui paye 300 livres pour un livre de Jean Mansel, la Fleur des histoires de la terre d’Orient qu’il passe à son frère (B. Nal). Le  22 mai 1407 il est remboursé  des sommes versées à trois artistes pour des enluminures d’une Bible commissionnée par Philippe le Hardi. En 1405 il livre un Lancelot du Lac.
Dans les comptes généraux de l'état bourguignon figure également le don par Jacques,  pour les étrennes en 1402, d’une traduction de Boccace Des cleres et nobles femmes :

« A Jaques Raponde, marchant bourgois de Paris, auquel mon dit seigneur de grâce especial a donné la somme de IIIc frans tant pour et en récompensacion d'un livre en françois de plusieurs histoires de femmes de bonne renommée qu'il lui donna aux estraines du jour de l'an derrenierement passé, comme pour les bons services qu'il lui faiz chascun jour et espere que face ou temps avenir, si comme il appert plus a plain par les letres patentes dudit seigneur sur ce faictes, donnees a Paris le XXIe jour de janvier l'an mil CCCC et deux cy rendu avec quictance. Pour ce IIIc frans. »

## Blason

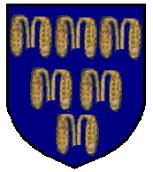
Armoiries de la famille Rapondi

- Armes : d’azur à six paires de centaurées (tiges de raves) d'or adossées deux à deux disposées  trois, deux, une

- Rapondi : grosse rave probablement armes parlantes. La rave en héraldique italienne est le symbole de la bienfaisance humaine. Par ailleurs le blason est décrit dans la Nouvelle Biographie Générale du Dr Hoefer (1862) comme des fleurs de centaurée appelée aussi rhubarbe des moines et en italien rapontico.